# Gmina Rukaj
Gmina Rukaj (alb. Komuna Rukaj) – gmina  położona w środkowej części Albanii. Administracyjnie należy do okręgu Mat w obwodzie Dibra. W 2011 roku populacja gminy wynosiła 2507 w tym 1250 kobiet oraz 1257 mężczyzn, z czego Albańczycy stanowili 94,56% mieszkańców.
W skład gminy wchodzi sześć miejscowości: Bruçi, Laçi, Prelli, Rremulli, Rukaj, Uraka.